# Wieża Wolności w Teheranie
Wieża Wolności (pers. برج آزادی, Bordż-e Azadi; dawniej Wieża Królów, pers. برج شهیاد, Bordż-e Szahjad) – wieża w Teheranie, stolicy Iranu, wzniesiona z białego marmuru w 1971 roku za panowania szacha Mohammeda Rezy Pahlawiego dla uczczenia obchodów 2500-lecia Imperium Persów. Architektonicznie nawiązuje do stylu budownictwa z czasów dynastii Timurydów (XIV wiek) i Seldżukidów (XII wiek).
W latach 70. przed rewolucją irańską w wieży mieściły się dwa muzea – z permanentną wystawą na piętrze i wystawami czasowymi na parterze. Obecnie wieża jest zaniedbana i podniszczona. W 2010 roku przeprowadzono jednak drobne naprawy konstrukcji.